# 都七福神
都七福神（みやこしちふくじん）は、京都府京都市内の7箇所の社寺から構成される七福神めぐりの巡礼札所。七福神めぐりは、京都が発祥の地とされ、歴史の古いものとなっている。

## 概要
室町時代に京都で最初に七福神信仰がおこり、それが次第に日本各地に拡がっていったといわれている。えびす神以外は中国とインド由来の神である。正月に参詣すると福がもたらされるという。また毎月7日が七福神の縁日である。

## 都七福神の一覧
| 通称（堂名） | 社寺           | 神       | 宗派         | 所在地                                     |
| ------------ | -------------- | -------- | ------------ | ------------------------------------------ |
| えびす神社   | 京都ゑびす神社 | えびす   | 神道         | 京都市東山区大和大路通四条下ル小松町125    |
| 松ヶ崎大黒天 | 妙円寺         | 大黒天   | 日蓮宗       | 京都市左京区松ヶ崎東町31                   |
| 毘沙門堂     | 東寺           | 毘沙門天 | 東寺真言宗   | 京都市南区九条町1                          |
| 弁天堂       | 六波羅蜜寺     | 弁財天   | 真言宗智山派 | 京都市東山区五条通大和大路上ル東           |
| 赤山さん     | 赤山禅院       | 福禄寿   | 天台宗       | 京都市左京区修学院開根坊町18               |
| 革堂         | 行願寺         | 寿老人   | 天台宗       | 京都市中京区寺町通竹屋町上ル行願寺門前町17 |
| 天王殿       | 萬福寺         | 布袋尊   | 黄檗宗       | 京都府宇治市五ヶ庄三番割34                 |

## 参考資料
- 『都七福神由来』
- 『都七福神御宝影聚』